# INSIG2
INSIG2 (англ. Insulin induced gene 2) – білок, який кодується однойменним геном, розташованим у людей на короткому плечі 2-ї хромосоми.  Довжина поліпептидного ланцюга білка становить 225 амінокислот, а молекулярна маса — 24 778.
| 10         |  | 20         |  | 30         |  | 40         |  | 50         |
| ---------- |  | ---------- |  | ---------- |  | ---------- |  | ---------- |
| MAEGETESPG |  | PKKCGPYISS |  | VTSQSVNLMI |  | RGVVLFFIGV |  | FLALVLNLLQ |
| IQRNVTLFPP |  | DVIASIFSSA |  | WWVPPCCGTA |  | SAVIGLLYPC |  | IDRHLGEPHK |
| FKREWSSVMR |  | CVAVFVGINH |  | ASAKVDFDNN |  | IQLSLTLAAL |  | SIGLWWTFDR |
| SRSGFGLGVG |  | IAFLATVVTQ |  | LLVYNGVYQY |  | TSPDFLYVRS |  | WLPCIFFAGG |
| ITMGNIGRQL |  | AMYECKVIAE |  | KSHQE      |  |            |  |            |

A: Аланін

C: Цистеїн

D: Аспарагінова кислота

E: Глутамінова кислота

F: Фенілаланін

G: Гліцин

H: Гістидин

I: Ізолейцин

K: Лізин

L: Лейцин

M: Метіонін

N: Аспарагін

P: Пролін

Q: Глутамін

R: Аргінін

S: Серин

T: Треонін

V: Валін

W: Триптофан

Задіяний у таких біологічних процесах як метаболізм ліпідів, метаболізм холестеролу, метаболізм стероїдів, метаболізм стеролів. 
Локалізований у мембрані, ендоплазматичному ретикулумі.